# Войтулевич, Филипп Иосифович
Филипп Иосифович Войтулевич (22 января 1909 года, Санкт-Петербург — 3 октября 1958 года, Ленинград) — советский военный деятель, полковник (1943 год).

## Начальная биография
Филипп Иосифович Войтулевич родился 22 января 1909 года в Санкт-Петербурге.
С 1924 года учился в профтехшколе в Барнауле, а с мая 1927 года работал слесарем на разъезде Озерки Томской железной дороги.

## Военная служба

### Довоенное время
1 октября 1927 года призван в ряды РККА и направлен на учёбу в Ленинградское военно-пехотное училище, после окончания которого в мае 1930 года назначен командиром взвода в составе 87-го стрелкового полка (29-я стрелковая дивизия, Белорусский военный округ) и одновременно инструктором физической подготовки полка. В марте 1932 года направлен на учёбу на курсы усовершенствования командно-начальствующего состава по физическому образованию в Ленинграде, после окончания которых в июле того же года вернулся в 87-й стрелковый полк, в котором служил командиром взвода полковой школы и командиром роты. С 1934 года служил в 127-м стрелковом полку (43-я стрелковая дивизия) на должностях командира стрелковой и учебной рот.
В декабре 1936 года Ф. И. Войтулевич назначен на должность помощника командира батальона в составе 99-го стрелкового полка (33-я стрелковая дивизия), дислоцированного в Могилёве, а в июле 1937 года — на должность помощника начальника оперативного отделения и инструктора физической подготовки 33-й стрелковой дивизии.
В июле 1938 года капитан Ф. И. Войтулевич переведён в 98-й стрелковый полк, в составе которого служил помощником начальника штаба полка, начальником штаба батальона и начальником штаба полка, а с апреля 1939 года служил на должностях начальника школы младшего комсостава и командира батальона в составе 99-го стрелкового полка (33-я стрелковая дивизия) и в сентябре того же года принимал участие в ходе похода в Западную Белоруссию, после окончания которого переведён на должность начальника штаба 84-го стрелкового полка (6-я стрелковая дивизия, Орловский военный округ). Одновременно в 1939—1940 годах учился на заочном отделении Военной академии имени М. В. Фрунзе.
В январе 1940 года назначен командиром 67-го отдельного лыжного батальона в составе Ленинградского военного округа и Северо-Западного фронта и в должности командира лыжного отряда 13-й армии принимал участие в боевых действиях на Карельском перешейке в ходе советско-финляндской войны.
В мае 1940 года майор Ф. И. Войтулевич назначен на должность заместителя командира 255-го стрелкового полка в составе 123-й стрелковой дивизии (Ленинградский военный округ). В мае 1941 года дивизия включена в состав 19-го стрелкового корпуса (23-я армия), после чего выполняла задачи по прикрытию советско-финской границы на Карельском перешейке.

### Великая Отечественная война
В начале июля 1941 года назначен на должность начальника 1-й (оперативной) части штаба 1-й отдельной горнострелковой бригады, ведшего боевые действия в составе Северного, Северо-Западного и Ленинградского фронтов. 16 августа бое в районе Новгорода был ранен, но остался в строю и только после достижения Мги эвакуирован в госпиталь. По излечении 14 ноября назначен на должность командира 500-го отдельного стрелкового полка, который позже включён в состав 13-й стрелковой дивизии и переименован в 296-й стрелковый, после чего вёл боевые действия на Пулковских высотах.
В декабре Ф. И. Войтулевич переведён на должность командира 1-го отдельного особого лыжного полка (Балтийский флот). 28 марта 1942 года в районе острова Гогланд (Финский залив) во время выполнения боевой задачи был ранен, после чего лечился в медсанбате и по выздоровлении состоял в резерве отдела кадров Ленинградского фронта. 28 мая парткомиссией политуправления Ленинградского фронта Ф. И. Войтулевич исключён из рядов ВКП(б) «за незаконное присвоение себе воинского звания „полковник“ и ордена Красной Звезды…» и в июне приговором Военного трибунала Невской оперативной группы войск осуждён на шесть лет с отсрочкой исполнения приговора и направлением на фронт (судимость снята Военным трибуналом Ленинградского фронта в июне 1943 года), после чего назначен исполняющим должность начальника отдела боевой и физической подготовки Невской оперативной группы.
В октябре 1942 года назначен на должность командира 181-го стрелкового полка в составе 291-й стрелковой дивизии, после чего принимал участие в боевых действиях на Карельском перешейке, а в марте 1943 года — в Красноборской наступательной операции, после чего в апреле заняла оборону по правому берегу Невы на рубеже Пороги — Оранжерейка — Остравки — Пески — Выборгская Дубровка. В январе 1944 года участвовала в ходе Красносельско-Ропшинской наступательной операции.
18 февраля 1944 года подполковник Ф. И. Войтулевич контужен, после чего лечился в эвакогоспитале и по выздоровлении 6 мая назначен на должность заместителя командира 109-й стрелковой дивизии, в начале июня — на должность заместителя командира 268-й стрелковой дивизии, а 27 июня — на должность командира этой же дивизии, которая принимала участие в ходе Выборгской наступательной операции. 26 июля освобождён от занимаемой должности, после чего находился в распоряжении Военного совета Ленинградского фронта.
В начале октября назначен на должность командира 872-го стрелкового полка в составе 282-й стрелковой дивизии, которая в середине ноября была передислоцирована под Архангельск. 29 ноября полковник Ф. И. Войтулевич «за развал дисциплины в полку, слабую воспитательную работу…» и личную недисциплинированность освобождён от занимаемой должности, после чего находился в распоряжении Военного совета Архангельского военного округа, а с марта 1945 года — в распоряжении Военного совета 1-го Белорусского фронта, где находился до конца войны.

### Послевоенная карьера
Полковник Филипп Иосифович Войтулевич с июня 1945 года находился в распоряжении Военного совета ГСОВГ и Главного управления кадров НКО и 17 апреля 1946 года вышел в запас. Умер 3 октября 1958 года в Ленинграде.

## Награды
- Орден Красного Знамени (23.02.1944);
- Орден Отечественной войны 1 степени (30.06.1943);
- Два ордена Красной Звезды (07.04.1940, 21.02.1945);
- Медали.